# 毕生发展心理学
畢生發展心理學（Life-span development psychology）是新興發展心理學科目，由巴爾泰斯和沙伊厄等人於1970年代提出。他們認為，發展心理學應研究人類從胚胎到死亡的全部過程，而不應只研究人類發展過程中的某一階段。
過去以發展為名的心理學，多數只限於兒童發展階段的研究，但忽視成年及老年的發展；但這些階段的心理發展，對人類也很重要，加上人的發展是扣扣相連的連續過程。所以，生命每一階段都受以前時期影響，也影响以後發展。
畢生發展心理學家認為，人的發展和衰老不只是生理過程，也是社會環境作用的結果。盡管茱蒂·哈里斯出版的《教養的迷思》一書認為，父母教養對子女發展沒有太大的影響，但一般學界的共識認為，先天與後天的因素，都對心理發展有影響，且在後天因素中，父母教養的影響是不容否認的。研究一般認為，不論其他先天與後天的因素，教養本身對子女將來的成就有20%至50%的影響。

## 發展史
傳統的發展心理學建基於20世紀初期，當時的焦點聚焦於兒童心理；但近年來，長者心理健康引起關注，引起大家開始研究，發現不少老年人的問題是成年期積壓而成。

### 畢生發展心理學的觀點
- 終身學習：學習並不只限於兒童期，任何一個階段的人都需要學習。
- 多元發展過程：生理發展過程、認知發展過程、社會情緒發展過程。
- 多方向發展過程：人的生命可以很長久，因此人的選擇，不論是工作或家庭，也不一定需要唯一。

## 著名學者
- P.B.巴爾泰斯
- K.W.沙伊厄
- 約翰·桑托洛克（John W. Santrock）